# Junko Furuta
Junko Furuta, (18 de gener de 1971 - 4 de gener de 1989) va ser una estudiant japonesa que va ser brutalment segrestada, torturada, violada i assassinada per quatre estudiants del mateix col·legi al novembre de 1988 al Japó. El cas va ser àmpliament publicitat a causa de la cruesa de l'esdeveniment i el sadisme tan terrible amb què va ser perpetrat.